# 我的危險妻子 (韓國電視劇)
《我的危險妻子》（韓語：나의 위험한 아내)，為韓國MBN於2020年10月5日起播出的月火連續劇。此劇改編自2016年日本關西電視台的同名電視劇《我的危險妻子》，由《大力女子都奉順》的李亨民導演與《春天華爾茲》黃多恩編劇合作改編，並由金廷恩、崔元英主演。
台灣由愛奇藝台灣站自2020/10/5起每週一二獨家播出。

## 演員陣容

### 主要人物
| 演員                    | 角色   | 介紹 |
| 崔元英                  | 金允哲 | 沈在景的丈夫，個性開朗和善，曾經是明星主廚，現為餐廳代表，為了詐領保險金，不惜和小三聯手謀殺妻子。                                 |
| 金廷恩（青年：朴旻智 ） | 沈在景 | 金允哲的妻子，普通家庭主婦，擁有知性、美貌、善良與財富的完美妻子，但在與丈夫摩擦越來越多，發現丈夫疑似外遇後，她悄悄展開復仇計畫。 |
| 崔有華                  | 陳善美 | 金允哲的外遇對象，金允哲所屬餐廳的組長。                                                                                           |

### 主角周邊人物
| 演員   | 角色   | 介紹                                                                              |
| 沈慧珍 | 河恩惠 | 趙珉奎的妻子，以前為中小型企業CEO，比趙珉奎年長15歲，為與沈在景、金允哲夫妻為鄰居 |
| 尹鍾碩 | 趙珉奎 | 河恩惠的丈夫，以前為模特，與沈在景、金允哲夫妻為鄰居                              |
| 白秀章 | 宋柳敏 | 畫家，一直喜歡沈在景的學弟                                                        |
| 金宰澈 | 李辰洙 | 酒吧老闆                                                                          |

### 允哲家人
| 演員   | 角色   | 介紹                                     |
| 安內相 | 盧昌範 | 金允哲姐姐(允熙)的前夫                   |
| 金慈英 | 正順   | 金允哲的媽媽                             |
| 尹藝熙 | 金允熙 | 金允哲的姐姐，與昌範離婚後，獨自扶養女兒 |
| 李孝菲 | 盧彩琳 | 金允熙及盧昌範的女兒                     |

### 餐廳員工
| 演員   | 角色 | 介紹   |
| 樑朱浩 | 道賢 | 廚師   |
| 張未冠 | 載政 |        |
| 徐智媛 | 李蘭 | 咖啡師 |

### 搜查組員
| 演員   | 角色   | 介紹                       |
| 李準赫 | 徐智泰 | 金熙貞的丈夫               |
| 鄭秀英 | 金熙貞 | 徐智泰的妻子               |
| 申太陽 | 燦兒   | 徐智泰和金熙貞的雙胞胎兒子 |
| 安瑞河 | 山兒   | 徐智泰和金熙貞的雙胞胎兒子 |
| 權承泰 | 所長   |                            |
| 卓宇錫 | 賢宇   |                            |
| 李東真 | 振赫   |                            |

### 其他人物
| 演員   | 角色 | 介紹         |
| 玉周梨 |      | 棒球場清潔工 |
| 朴旻智 |      |              |

## 收視率
| 集數       | 播出日期   | 標題                           | AGB收視率        | AGB收視率      |
| 集數       | 播出日期   | 標題                           | 大韓民國（全國） | 首爾（首都圈） |
| ---------- | ---------- | ------------------------------ | ---------------- | -------------- |
| 1          | 2020/10/05 | 我想要殺死的妻子               | 2.578%           | 2.749%         |
| 2          | 2020/10/06 | 想要再次救活的妻子             | 2.409%           |                |
| 3          | 2020/10/12 | 妻子的真面目                   | 2.835%           | 2.975%         |
| 4          | 2020/10/13 | 與敵共枕                       | 3.053%           |                |
| 5          | 2020/10/19 | 殺氣騰騰的夫妻生活             | 2.783%           | 2.836%         |
| 6          | 2020/10/20 | 丈夫之上有妻子                 | 2.440%           | 2.749%         |
| 7          | 2020/10/26 | 完美的妻子                     | 2.208%           |                |
| 8          | 2020/10/27 | 危險的選擇                     | 1.744%           |                |
| 9          | 2020/11/02 | 激戰地Ⅰ （你問我為什麼要結婚） | 2.700%           | 2.612%         |
| 10         | 2020/11/03 | 激戰地Ⅱ （你問我為什麼要離婚） | 2.278%           |                |
| 11         | 2020/11/09 | 我想要殺死的丈夫               | 3.357%           | 3.465%         |
| 12         | 2020/11/10 | 最後的晚餐                     | 3.403%           | 3.447%         |
| 13         | 2020/11/16 | 夫妻共犯                       | 2.318%           |                |
| 14         | 2020/11/17 | 結婚有罪                       | 2.447%           | 2.338%         |
| 15         | 2020/11/23 | 直到死亡將我們分離             | 3.040%           | 3.312%         |
| 16         | 2020/11/24 | 直到人生將我們分離             | 3.380%           | 3.601%         |
| 平均收視率 | 平均收視率 | 平均收視率                     | 2.686%           | －             |

- 收視最低的集數以藍色表示，收視最高的集數以紅色表示，而空格則表示該集的收視沒有相關數據。

## 外部連結
- 韓國MBN官方網站 （页面存档备份，存于）
- Daum上《我的危險妻子》的資料